# Micronecta anatolica
Micronecta anatolica (лат.) — вид мелких водяных клопов рода Micronecta из семейства Гребляки (Corixidae, Micronectinae, или Micronectidae). Ближний Восток (Иран, Саудовская Аравия, Турция), Афганистан, Юго-Восточная Азия (Вьетнам, Индия, Шри-Ланка).

## Описание
Мелкие водяные клопы, длина от 2,0 до 2,5 мм. Протонум заметно длиннее медианной длины головы. Гемелитрон в основном коричневый. Переднее бедро самца с двумя шипами в дистальной трети снизу и парой шипов дистально; передняя голень без шипов; паларный коготок дистально расширен, вершина закруглена. Вид был впервые описан в 1922 году, а его валидный статус подтверждён в ходе ревизии, проведённой в 2021 году вьетнамскими энтомологами Tuyet Ngan Ha и Anh Duc Tran (Faculty of Biology, VNU University of Science, Vietnam National University, Ханой, Вьетнам) по материалам из Вьетнама.